# Ruleta refugiaților
Ruleta refugiaților se referă la arbitraritatea din procesul de determinare a statutului de refugiat sau, așa cum este numit în Statele Unite, de acordare a azilului. Cercetări recente sugerează că, cel puțin în Statele Unite și Canada, rezultatul determinărilor privind azilul depinde în mare măsură de identitatea judecătorului căruia îi este atribuită aleatoriu o cerere și că disparitățile rezultate în ratele de acordare a azilului sunt problematice „unii ofițeri judecători de imigrare" neacordând azil niciunui cetățean chinez, în timp ce alți ofițeri au acordat azil în până la 68% din cazurile lor. În mod similar, solicitanții de azil columbieni ... din Miami au avut o șansă de 5% să aibă câștig de cauză în fața unuia dintre judecătorii acelei instanțe și o șansă de 88% să aibă câștig de cauză în fața unui alt judecător din aceeași clădire.” „În multe cazuri, ... un funcționar atribuie aleatoriu o cerere unui anumit ofițer de azil sau unui judecător de imigrare.” Din alte rapoarte, reiese că rata disparității s-a diminuat după 2008.
Studiul original care a inventat termenul „ruleta refugiaților” prezintă o analiză empirică a procesului decizional la toate cele patru niveluri ale procesului de azil, și anume biroul de azil al Departamentului de Securitate Internă, instanțele de imigrare ale Departamentului de Justiție, Consiliul de Apel pentru Imigrare și Curțile de Apel ale Statelor Unite, între 2000 și 2004.
Autorii susțin că descoperirile lor dezvăluie un nivel inacceptabil de disparități în ratele de acordare a cererilor, menționând că judecătorii de azil studiați au audiat un număr mare de cazuri din aceeași țară, în aceeași locație, în aceeași perioadă de timp. Studiul se încheie cu recomandări pentru reformarea sistemului de soluționare a cererilor de imigrare. Într-un studiu din 2008 privind procesul decizional al instanțelor de imigrare între 1994 și 2007, Biroul de Responsabilitate al Guvernului Statelor Unite a constatat că „probabilitatea de a primi azil a variat considerabil între și în cadrul instanțelor de imigrare studiate”.
Constatările studiului original „Refugee Roulette” au fost prezentate ca știre principală pe prima pagină a ziarului The New York Times pe 31 mai 2007. Studiul a fost relatat și în Atlantic Monthly și în multe alte publicații media, inclusiv Atlanta Journal-Constitution, Christian Science Monitor, Dallas Morning News, și Miami Herald. Studiul a fost citat de numeroși academicieni juridici proeminenți, inclusiv prof. David Cole de la Centrul de Drept al Universității Georgetown, Judith Resnik și Cass Sunstein. A fost discutat și într-o decizie a Curții de Apel a Statelor Unite pentru cel de-al Patrulea Circuit. Studiul a fost citat de Comisia pentru Imigrare a Asociației Baroului American și de Fundația Appleseed, printre alte organizații. Un studiu similar al sistemului canadian de adjudecare a azilului a fost publicat ulterior.  